# Akademisk Aktion
Akademisk Aktion, A.A., var en dansk nazistisk tidning för studenter. Den gavs ut från oktober 1940 till mars 1945 förutom en period mellan 1943 och 1944 då inga nummer kom ut. Tidningen var knuten till det danska nazistiska partiet DNSAP:s studentorganisation och National Studenter-Aktion.